# Chromi(III) sulfat
Chromi(III) sunfat thường dùng để chỉ các hợp chất vô cơ có công thức hóa học Cr2(SO4)3·xH2O, trong đó x có thể dao động từ 0 đến 18. Ngoài ra, chưa xác định rõ nhưng quan trọng về mặt thương mại "gốc Chromi sunfat". Những muối này thường là những chất rắn màu tím hoặc xanh lá cây, hòa tan trong nước.

## Các loại Chromi(III) sunfat
Có ba Chromi(III) sunfat đặc trưng:
- Chromi(III) sunfat khan, Cr2(SO4)3, (CAS# 10101-53-8) là một chất rắn màu tím hòa tan trong nước khi bổ sung một chất khử, tạo ra Chromi(II) sulfide.
- Chromi(III) sunfat octadecahydrat, Cr2(SO4)3.18H2O, (CAS# 13520-66-6) là một chất rắn màu tím dễ dàng hòa tan trong nước để tạo ra phức aquo kim loại [Cr(H2O)6]3+. Công thức của hợp chất này có thể được viết bằng nhiều cách khác nhau như [Cr(H2O)6]2(SO4)3.6H2O. Sáu trong số 18 phân tử nước trong công thức này là nước kết tinh.
- Chromi(III) sunfat pentadecahydrat, Cr2(SO4)3.15H2O, (CAS# 10031-37-5) là một chất rắn màu xanh lá cây cũng dễ dàng tan trong nước. Nó thu được bằng cách nung nóng 18H2O trên 70 °C (158 °F; 343 K). Việc nung tiếp sẽ tạo ra sunfat khan.

Một loạt các Chromi(III) sunfat khác cũng đã được biết đến, nhưng chứa các ion hydroxide hoặc oxit. Quan trọng nhất đối với thương mại là Cr(HSO4)3 (CAS# 39380-78-4).. Nó được tạo ra từ việc trung hòa một phần hexahydrat. Nó liên quan đến thiệt hại về môi trường. Các Chromi(III) hydroxide khác đã được báo cáo.

## Sản xuất
Nguồn hữu ích nhất của Chromi(III) sunfat là chất thải Cr(III) từ quá trình oxy hóa Chromiat của các hợp chất hữu cơ khác nhau. Anthroquinone và quinone được sản xuất trên quy mô lớn bằng cách xử lý anthracene và phenol với axit Chromiic. Một sản phẩm Chromi(III) oxit được tạo ra có thể chiết xuất dễ dàng thành axit sunfuric. Sự bay hơi của các dung dịch axit này tạo ra muối hydrat được mô tả ở trên. Các muối hydrat của Chromi(III) sunfat cũng có thể được tạo ra, mặc dù không tinh khiết, bằng cách chiết xuất các hợp chất Chromi khác, nhưng các cách này không khả thi về mặt kinh tế. Sự chiết xuất quặng Chromiit với axit sunfuric với sự có mặt của một số ion Chromiat cho dung dịch Chromi(III) sunfat bị lẫn với các ion kim loại khác. Tương tự, sự giải phóng các hợp kim Chromi tạo ra Chromi(III) sunfat cùng với sắt(III) sunfat.
Chromi(III) sunfat được sản xuất từ các muối Chromiat bằng cách đi qua lưu huỳnh dioxide, mặc dù các phương pháp khác cũng dùng được. Phương trình phản ứng được viết như sau:
Na2Cr2O7 + 3SO2 + H2O → Cr2(SO4)3 + 2NaOH

## Hợp chất khác
Cr2(SO4)3 còn tạo một số hợp chất với NH3, như:
- Cr2(SO4)3·4NH3·8H2O (đỏ tím);[7]
- Cr2(SO4)3·10NH3·5H2O (đỏ đậm);[8]
- Cr2(SO4)3·12NH3·5H2O (vàng).[7]

Cr2(SO4)3 còn tạo một số hợp chất với CO(NH2)2, như Cr2(SO4)3·12CO(NH2)2·10H2O là tinh thể lục đậm.
Cr2(SO4)3 còn tạo một số hợp chất với CS(NH2)2, như Cr2(SO4)3·6CS(NH2)2 là tinh thể không màu.